# Philothermus microsetosus
Philothermus microsetosus is een keversoort uit de familie dwerghoutkevers (Cerylonidae). De wetenschappelijke naam van de soort werd in 1988 gepubliceerd door Stanislaw Adam Ślipiński.